# Bigger and Deffer
Bigger And Deffer (B.A.D.) — второй студийный альбом американского хип-хоп-музыканта LL Cool J, вышедший в 1987 году, содержащий коммерчески успешную рэп-балладу «I Need Love». Также альбом содержит синглы «Go Cut Creator Go» и «I’m Bad», которые были успешными в Великобритании. В 1998 году Bigger and Deffer стал одним из 100 лучших альбомов по версии журнала The Source.

## Об альбоме
Диск получил смешанные оценки от критиков. Фотография, изображённая на обложке альбома, была сделана на фоне средней школы имени Эндрю Джексона в Куинсе (в которой LL Cool J учился перед поступлением в 10 или в 11-й класс), а обложка трек-листа была сделана в подвале бабушки рэпера, у которой он жил продолжительное время. Обе фотографии были сделаны Гленом Фридманом.

## Список композиций
1. «I'm Bad» — 4:39
2. «Kanday» — 3:59
3. «Get Down» — 3:23
4. «Bristol Hotel» — 2:43
5. «My Rhyme Ain’t Done» — 3:45
6. «.357 — Break It On Down» (Ervin/Jordan/Pierce/Simon/Smith) — 4:05
7. «Go Cut Creator Go» — 3:57
8. «Breakthrough» — 4:04
9. «I Need Love» (Ervin/Ettenger/Simon/Smith) — 5:23
10. «Ahh, Let’s Get Ill» — 3:45
11. «The Do Wop» — 4:59
12. «On the Ill Tip (Skit)» — 0:31

## Позиции в чартах

### Альбом
| Год  | Альбом            | Позиция в чартах | Позиция в чартах       |
| Год  | Альбом            | Billboard 200    | Top R&B/Hip Hop Albums |
| ---- | ----------------- | ---------------- | ---------------------- |
| 1987 | Bigger and Deffer | 3                | 1                      |

### Синглы
| Информация о синглах |
| --- |
| «I’m Bad» - Выпущен: 13 июня 1987 - B-side: Get Down - Billboard Hot 100 #84 - Hot Black Singles #4 - Hot Dance Music/Maxi-Singles Sales #23 - Hot Dance Music/Club Play #34 |
| «I Need Love» - Выпущен: 2 сентября 1987 - B-side: «My Rhyme Ain’t Done» - Billboard Hot 100 #14 - Hot Black Singles #1                                                      |